# Naturschutzgebiet Thielenberg-Osthang
Koordinaten: 51° 22′ 32″ N, 8° 9′ 19″ O
Das Naturschutzgebiet Thielenberg-Osthang mit einer Flächengröße von 10,87 ha liegt westlich von Freienohl im Stadtgebiet  von Meschede. Das Gebiet wurde 1994 durch den Kreistag des Hochsauerlandkreises mit dem Landschaftsplan Meschede als Naturschutzgebiet (NSG) mit dem Namen Naturschutzgebiet Thralanberg und mit einer Flächengröße von 11,8 ha ausgewiesen. Das NSG wurde als temporäre (vorübergehende) Festsetzung in den Landschaftsplan aufgenommen. Die Trasse der geplanten A 46 wurde bereits in den Landschaftsplan eingetragen. Nach dem Bau der A 46 durchschnitt die Autobahn das weiterhin bestehende Naturschutzgebiet der Länge nach in zwei etwa gleich große Teile. Bei der Neuaufstellung des Landschaftsplanes Meschede wurde das NSG mit seinem neuen Namen erneut ausgewiesen und um Flächen am südlich liegenden Bach  Rümmecke erweitert.

## Gebietsbeschreibung
Beim NSG handelt es sich um die ehemalige Allmende-Weide bzw. Gemeindehude von Freienohl. Dabei handelte es sich um Extensiv-Grünlandflächen mit Solitärbäumen, Quellmulden und einem verzweigten Siepensystem. An den Böschungsschultern kommen kleinflächig Borstgrasrasen vor. Im unteren Teil ist der Hangfuß bewaldet; wobei nach Süden zunehmend Nadelbäume dem Laubbäumen beigemischt sind. Einige der Quellsiepen versickern hier, andere münden in die Rümmecke, die ebenfalls in dem Abschnitt zwischen Autobahnbrücke und Rümmeckesiedlung in das NSG einbezogen wurde. Der Bach, der am linken Rand der Aue verläuft, wird hier von einem Erlen-Eschenwald begleitet, der sich in der Aue mit Freiflächen abwechselt. Im NSG kommen seltene Tier- und Pflanzenarten vor.
Nicht bodenständigen Gehölze am bewaldeten Hangfuß des Thielenberges sollen zugunsten einer heimischen Laubholzbäume oder einer natürlichen Waldentwicklung gefällt werden.

## Schutzzweck
Zum Schutzzweck des NSG führt der Landschaftsplan neben den normalen Schutzzwecken für alle NSG im Landschaftsplangebiet auf: „Schutz von tlw. artenreichen Mager- und Feuchtgrünlandgesellschaften in Verzahnung mit Quellsiepen, sickerfeuchten Hangfuß- und Auwaldbereichen; Erhaltung der Habitatbedeutung für gefährdete Tier- und Pflanzenarten; Ergänzung des Rümmecke-aufwärts anschließenden NSG 2.1.41 um ein vielfältiges Biotopmosaik aus Feldgehölz-, Wald- und Freiflächen sowie Feucht- und Halbtrockenstandorten; Optimierung der Sonderstandorte am Hangfuß durch die nachstehende Entwicklungsmaßnahme.“